# Eric Bokanga
Eric Bokanga Musau (Kinshasa, 9 oktober 1988) is een Congolese voetballer. Tot januari 2011 stond hij onder contract bij Standard Luik.

## Carrière
Eric Bokanga werd geboren in de Congolese hoofdstad Kinshasa en sloot zich aan bij het plaatselijke AC Milan de Mesina (letterlijk: het AC Milan van Masina, een gemeente in Kinshasa). Later speelde hij voor JAC Trésor, waar hij zich als aanvaller in de kijker speelde. In 2001 werd hij in de jeugdcategorieën topschutter. Even verdedigde hij ook nog de kleuren van Daring Club Motema Pembe. In 2008 werd hij in zijn land uitgeroepen tot Meest Beloftevolle Speler.
Nadien verhuisde Bokanga naar Angola, waar hij voetbalde voor Benfica Luanda. In januari 2009 volgde er een transfer naar AS Vita Club. De transfersom die voor Bokanga op tafel werd gelegd, was een van de hoogste in de geschiedenis van het Congolese voetbal. Bokanga is een technische voetballer die scoort en laat scoren. Hij werd al meermaals opgeroepen voor de nationale ploeg en legde bij verscheidene Europese clubs tests af. Zo trok hij onder meer naar US Boulogne en AJ Auxerre, maar telkens slaagde hij er niet in om de clubs te overtuigen. In 2010 tekende hij een contract bij Standard Luik, waar hij zijn landgenoot Dieumerci Mbokani terugvond, die weliswaar niet veel later naar AS Monaco vertrok. Bokanga kreeg bij de Rouches regelmatig speelkansen, maar scoorde amper. De concurrentie was ook groot met collega spitsen als Mémé Tchité, Luigi Pieroni, Mbaye Leye, Aloys Nong en Goho Bi Cyriac. In januari 2011 werd het contract van Bokanga dan ook verbroken. Maar een maand later viste TP Mazembe uit z'n thuisland Democratische Republiek Congo hem op.

## Spelersstatistieken
| Seizoen | Club          | Competitie         | Wedst | Goals |
| ------- | ------------- | ------------------ | ----- | ----- |
| 2009/10 | AS Vita Club  | Linafoot           | -     | -     |
| 2010/11 | Standard Luik | Jupiler Pro League | 16    | 1     |